# Oued Lakhdar
Oued Lakhdar è un comune dell'Algeria, situato nella provincia di Tlemcen.